# スピーディ早瀬
スピーディ早瀬（スピーディはやせ、1941年10月18日 - ）は、日本の元プロボクサー。本名は叶 哲郎（かのう てつろう）。広島県出身。フライ級で2度、日本タイトルを獲得した。

## 経歴・人物
広島県松本商業高校在学中の1960年、インターハイでモスキート級優勝。中央大学で活躍後、中村ジムからプロデビュー。
1970年公開の映画・実写版「あしたのジョー」にウルフ金串役で出演している。

## 主な戦績
1962年7月13日、プロデビュー。
1965年4月24日、後の世界王者バーナベ・ビラカンポに敗れる。
1967年4月10日、元世界王者海老原博幸に敗れる。
1967年8月27日、日本フライ級王座決定戦で高山勝義に勝利し、タイトル獲得。
1968年2月26日、初防衛戦で松本芳明に敗れ、タイトルを失う。
1968年5月16日、後の世界王者エルビト・サラバリアに敗れる。
1968年6月3日、日本フライ級タイトルマッチで松本芳明に雪辱し、タイトル奪還。
1968年10月7日、エルビト・サラバリアとの再戦に敗れる。
1969年3月3日、後の世界王者大場政夫に敗れる。
1969年4月7日、初防衛戦で後の世界王者花形進に敗れ、タイトルを失う。
1969年8月4日、日本フライ級タイトルマッチで花形進との再戦に敗れ、タイトル奪還に失敗し引退した。
プロ戦績56戦36勝(5KO)14敗6分

## タイトル
- 第17代日本フライ級王座
- 第19代日本フライ級王座